# Фристайл на зимових Олімпійських іграх 2022 — скікрос (чоловіки)
Змагання з фристайлу в дисципліні скікрос серед чоловіків у програмі Зимових Олімпійських ігор 2022 пройдуть 18 лютого в сніговому парку «Геньтін», Чжанцзякоу.

## Медалісти
| Золото | Срібло | Бронза |
|        |        |        |

## Результати

### Кваліфікація
| Місце | Номер | Ім'я               | Країна                     | Час     | Відставання |
| ----- | ----- | ------------------ | -------------------------- | ------- | ----------- |
| 1     | 4     | Алекс Фіва         | Швейцарія                  | 1:11.94 | —           |
| 2     | 29    | Ігор Омелін        | Олімпійський комітет Росії | 1:12.28 | +0.34       |
| 3     | 24    | Рьо Суґай          | Японія                     | 1:12.29 | +0.35       |
| 4     | 14    | Брейді Леман       | Канада                     | 1:12.30 | +0.36       |
| 5     | 1     | Ріс Гауден         | Канада                     | 1:12.37 | +0.43       |
| 6     | 25    | Джаред Шмідт       | Канада                     | 1:12.39 | +0.45       |
| 7     | 13    | Раян Режез         | Швейцарія                  | 1:12.44 | +0.50       |
| 8     | 10    | Сімоне Деромедіс   | Італія                     | 1:12.48 | +0.54       |
| 9     | 6     | Бастьєн Мідоль     | Франція                    | 1:12.55 | +0.61       |
| 10    | 3     | Йоганнес Рорвек    | Австрія                    | 1:12.71 | +0.77       |
| 11    | 9     | Франсуа Пляс       | Франція                    | 1:12.83 | +0.89       |
| 12    | 5     | Теренс Чікнаворян  | Франція                    | 1:12.85 | +0.91       |
| 13    | 2     | Давід Моберґ       | Швеція                     | 1:12.97 | +1.03       |
| 14    | 15    | Ерік Моберґ        | Швеція                     | 1:13.01 | +1.07       |
| 15    | 8     | Кевін Друрі        | Канада                     | 1:13.11 | +1.17       |
| 16    | 18    | Жан-Фредерік Шапюї | Франція                    | 1:13.20 | +1.26       |
| 17    | 17    | Даніель Бонакер    | Німеччина                  | 1:13.21 | +1.27       |
| 18    | 7     | Флоріан Вільмсманн | Німеччина                  | 1:13.22 | +1.28       |
| 19    | 12    | Трістан Такатс     | Австрія                    | 1:13.29 | +1.35       |
| 20    | 32    | Кирило Сисоєв      | Олімпійський комітет Росії | 1:13.36 | +1.42       |
| 21    | 16    | Йоос Беррі         | Швейцарія                  | 1:13.43 | +1.49       |
| 22    | 31    | Сатосі Фуруно      | Японія                     | 1:13.46 | +1.52       |
| 23    | 11    | Віктор Андерссон   | Швеція                     | 1:13.49 | +1.55       |
| 24    | 27    | Тайлер Воллаш      | США                        | 1:13.55 | +1.61       |
| 25    | 26    | Адам Каппахер      | Австрія                    | 1:13.58 | +1.64       |
| 26    | 19    | Тобіас Мюллер      | Німеччина                  | 1:13.64 | +1.70       |
| 27    | 20    | Ромен Детраз       | Швейцарія                  | 1:13.69 | +1.75       |
| 28    | 30    | Елліотт Барало     | Швеція                     | 1:13.82 | +1.88       |
| 29    | 21    | Сергій Ридзик      | Олімпійський комітет Росії | 1:13.95 | +2.01       |
| 30    | 23    | Роберт Вінклер     | Австрія                    | 1:14.05 | +2.11       |
| 31    | 28    | Олівер Девіс       | Велика Британія            | 1:14.84 | +2.90       |
| 32    | 22    | Ніклас Баксляйтнер | Німеччина                  | 1:17.53 | +5.59       |

### Раунд на вибування

#### 1/8 фіналу
| Місце | Номер | Ім'я               | Країна    | Нотатки |
| ----- | ----- | ------------------ | --------- | ------- |
| 1     | 1     | Алекс Фіва         | Швейцарія | Q       |
| 2     | 17    | Даніель Бонакер    | Німеччина | Q       |
| 3     | 16    | Жан-Фредерік Шапюї | Франція   |         |
| 4     | 32    | Ніклас Баксляйтнер | Німеччина |         |

| Місце | Номер | Ім'я             | Країна  | Нотатки |
| ----- | ----- | ---------------- | ------- | ------- |
| 1     | 8     | Сімоне Деромедіс | Італія  | Q       |
| 2     | 9     | Бастьєн Мідоль   | Франція | Q       |
| 3     | 25    | Адам Каппахер    | Австрія |         |
| 4     | 24    | Тайлер Воллаш    | США     |         |

| Місце | Номер | Ім'я              | Країна    | Нотатки |
| ----- | ----- | ----------------- | --------- | ------- |
| 1     | 5     | Ріс Гауден        | Канада    | Q       |
| 2     | 21    | Йоос Беррі        | Швейцарія | Q       |
| 3     | 12    | Теренс Чікнаворян | Франція   |         |
| 4     | 28    | Елліотт Барало    | Швеція    |         |

| Місце | Номер | Ім'я          | Країна                     | Нотатки |
| ----- | ----- | ------------- | -------------------------- | ------- |
| 1     | 29    | Сергій Ридзик | Олімпійський комітет Росії | Q       |
| 2     | 4     | Брейді Леман  | Канада                     | Q       |
| 3     | 13    | Давід Моберґ  | Швеція                     |         |
| 4     | 20    | Кирило Сисоєв | Олімпійський комітет Росії |         |

| Місце | Номер | Ім'я           | Країна  | Нотатки |
| ----- | ----- | -------------- | ------- | ------- |
| 1     | 14    | Ерік Моберґ    | Швеція  | Q       |
| 2     | 19    | Трістан Такатс | Австрія | Q       |
| 3     | 3     | Рьо Суґай      | Японія  |         |
| 4     | 30    | Роберт Вінклер | Австрія |         |

| Місце | Номер | Ім'я          | Країна    | Нотатки |
| ----- | ----- | ------------- | --------- | ------- |
| 1     | 11    | Франсуа Пляс  | Франція   | Q       |
| 2     | 6     | Джаред Шмідт  | Канада    | Q       |
| 3     | 27    | Ромен Детраз  | Швейцарія |         |
| 4     | 22    | Сатосі Фуруно | Японія    |         |

| Місце | Номер | Ім'я             | Країна    | Нотатки |
| ----- | ----- | ---------------- | --------- | ------- |
| 1     | 7     | Раян Режез       | Швейцарія | Q       |
| 2     | 10    | Йоганнес Рорвек  | Австрія   | Q       |
| 3     | 26    | Тобіас Мюллер    | Німеччина |         |
| 4     | 23    | Віктор Андерссон | Швеція    |         |

| Місце | Номер | Ім'я               | Країна                     | Нотатки |
| ----- | ----- | ------------------ | -------------------------- | ------- |
| 1     | 2     | Ігор Омелін        | Олімпійський комітет Росії | Q       |
| 2     | 15    | Кевін Друрі        | Канада                     | Q       |
| 3     | 18    | Флоріан Вільмсманн | Німеччина                  |         |
| 4     | 31    | Олівер Девіс       | Велика Британія            |         |

#### Чвертьфінали
| Місце | Номер | Ім'я             | Країна    | Нотатки |
| ----- | ----- | ---------------- | --------- | ------- |
| 1     | 1     | Алекс Фіва       | Швейцарія | Q       |
| 2     | 8     | Сімоне Деромедіс | Італія    | Q       |
| 3     | 9     | Бастьєн Мідоль   | Франція   |         |
| 4     | 17    | Даніель Бонакер  | Німеччина |         |

| Місце | Номер | Ім'я          | Країна                     | Нотатки |
| ----- | ----- | ------------- | -------------------------- | ------- |
| 1     | 29    | Сергій Ридзик | Олімпійський комітет Росії | Q       |
| 2     | 4     | Брейді Леман  | Канада                     | Q       |
| 3     | 5     | Ріс Гауден    | Канада                     |         |
| 4     | 21    | Йоос Беррі    | Швейцарія                  |         |

| Місце | Номер | Ім'я           | Країна  | Нотатки |
| ----- | ----- | -------------- | ------- | ------- |
| 1     | 14    | Ерік Моберґ    | Швеція  | Q       |
| 2     | 11    | Франсуа Пляс   | Франція | Q       |
| 3     | 6     | Джаред Шмідт   | Канада  |         |
| 4     | 19    | Трістан Такатс | Австрія |         |

| Місце | Номер | Ім'я            | Країна                     | Нотатки |
| ----- | ----- | --------------- | -------------------------- | ------- |
| 1     | 7     | Раян Режез      | Швейцарія                  | Q       |
| 2     | 10    | Йоганнес Рорвек | Австрія                    | Q       |
| 3     | 15    | Кевін Друрі     | Канада                     |         |
| 4     | 2     | Ігор Омелін     | Олімпійський комітет Росії |         |

#### Півфінали
| Місце | Номер | Ім'я             | Країна                     | Нотатки |
| ----- | ----- | ---------------- | -------------------------- | ------- |
| 1     | 1     | Алекс Фіва       | Швейцарія                  | Q       |
| 2     | 29    | Сергій Ридзик    | Олімпійський комітет Росії | Q       |
| 3     | 8     | Сімоне Деромедіс | Італія                     |         |
| 4     | 4     | Брейді Леман     | Канада                     |         |

| Місце | Номер | Ім'я            | Країна    | Нотатки |
| ----- | ----- | --------------- | --------- | ------- |
| 1     | 14    | Ерік Моберґ     | Швеція    | Q       |
| 2     | 7     | Раян Режез      | Швейцарія | Q       |
| 3     | 10    | Йоганнес Рорвек | Австрія   |         |
| 4     | 11    | Франсуа Пляс    | Франція   |         |

#### Фінали
Малий фінал
| Місце | Номер | Ім'я             | Країна  | Нотатки |
| ----- | ----- | ---------------- | ------- | ------- |
| 5     | 8     | Сімоне Деромедіс | Італія  |         |
| 6     | 4     | Брейді Леман     | Канада  |         |
| 7     | 10    | Йоганнес Рорвек  | Австрія |         |
| 8     | 11    | Франсуа Пляс     | Франція |         |

Великий фінал
| Місце | Номер | Ім'я          | Країна                     | Нотатки |
| ----- | ----- | ------------- | -------------------------- | ------- |
| 1     | 7     | Раян Режез    | Швейцарія                  |         |
| 2     | 1     | Алекс Фіва    | Швейцарія                  |         |
| 3     | 29    | Сергій Ридзик | Олімпійський комітет Росії |         |
| 4     | 14    | Ерік Моберґ   | Швеція                     |         |